# Dextropropoxifen
Dextropropoxifenul este un analgezic opioid morfinomimetic slab, neavând capacitate antitusivă puternică, potențialul său toxicomanogen precum și acțiunea deprimantă respiratorie sunt mult mai slabe. De obicei este indicat în dureri ușoare sau moderate, asociat cu analgezice non-opioide (aspirină, paracetamol), însă uneori se utilizează  pentru tratamentul toxicomaniei și a sindromului de abstinență la opiacee (morfină, heroină, etc).